# 宝藏王
宝藏王（？—682年），讳藏(장)或宝藏(보장），是高句丽第28任君主，642年－668年在位。平原王高阳成之孙，荣留王之侄，太陽王之子。642年，渊盖苏文发动军变杀死荣留王後，立高藏为高句丽的国王。在其在位的大多数期间，宝藏王是渊盖苏文摄政的军事政权的傀儡。

## 生平
宝藏王继位后，高句丽联合百济攻打新罗，并与倭恢复了关系以对付新罗。642年，新罗派金春秋与高句丽讲和。但由于渊盖苏文要求新罗归还原属高句丽的汉江流域，和谈破裂。新罗只好与唐朝联盟。
645年，唐太宗率兵从海上和陆地攻打高句丽。但被安市城主抵挡住。唐朝在647、648兩年继续派兵襲擊高句丽城池，百戰都勝，極大消耗了高句麗生產經濟。654年，高句丽发兵攻打唐朝的松漠都督府——契丹；655年联合百济攻新罗。660年百济被唐朝和新罗的联军所灭后。渊盖苏文在662年再次击退唐軍。
666年，渊盖苏文去世后，渊盖苏文的三个儿子对摄政大权进行争夺。宝藏王依然不能控制国家。泉男生在摄政中受到两个弟弟的陷害被迫投靠唐朝，使得唐朝不费一兵一卒就拿到高句丽40座城堡。 
668年，唐朝与新罗的联军攻佔平壤。宝藏王被俘，被唐高宗任命为工部尚书，娶武则天堂兄武惟良的女儿，生子高德武。
高句丽第28代国王宝藏王高藏被唐朝俘虏，根据司马光《资治通鉴》的记载，高句丽贵族及大部分富户与数十万百姓被迁入中原各地，融入中国各民族中。另有部分留在辽东，成为渤海国的臣民，而其余小部分融入突厥及新罗。自此，高句丽国家不再存在于世。
攻滅高句丽后，唐朝于677年（儀鳳二年）任命宝藏王“辽东州都督朝鲜王”让他管理辽东州都督府。681年，宝藏王被流放四川，682年去世。

## 相关册封
- 643年，唐太宗封高藏为“辽东郡王”、“高句丽王”，授予“上柱国”的称号。

## 家庭

### 子女

#### 子
1. 高男福
2. 高任武
3. 高德武
4. 高连

#### 孙
1. 高震，高连子
2. 高宝元

#### 女
| 寶藏王        |                         |               |
| 前任： 荣留王 | 高句丽君主 642年－668年 | 繼任： 报德王 |